# Gustav Harlev
Gustav Harlev (født i 1998) er en dansk fodboldspiller, der spiller for Lyngby BK.

## Klubkarriere
Gustav Harlev begyndte sin karriere i FC Nordsjælland.

### Allerød FK
Harlev skiftede i sommeren 2018 til Danmarksserieklubben Allerød FK.

### Lyngby Boldklub
Han underskrev i februar 2018 en kontrakt med Lyngby BK. Han skrev under på en halvårig aftale gældende frem til sommeren 2019.